# بيلاتوس بي سي-9
بيلاتوس بي سي-9 (بالإنجليزية: Pilatus PC-9)‏ هي طائرة تدريب، ذات محرك واحد، وجناح منخفض. أنتجت في 1984 بسويسرا. من صناعة بيلاتوس للطائرات. تستخدم بشكل أساسي من قبل القوات الجوية السويسرية. كان أول طيران لها في 7 مايو 1984. ومازالت في الخدمة حتى الآن. صنع منها 250 طائرة.

## المستخدمون

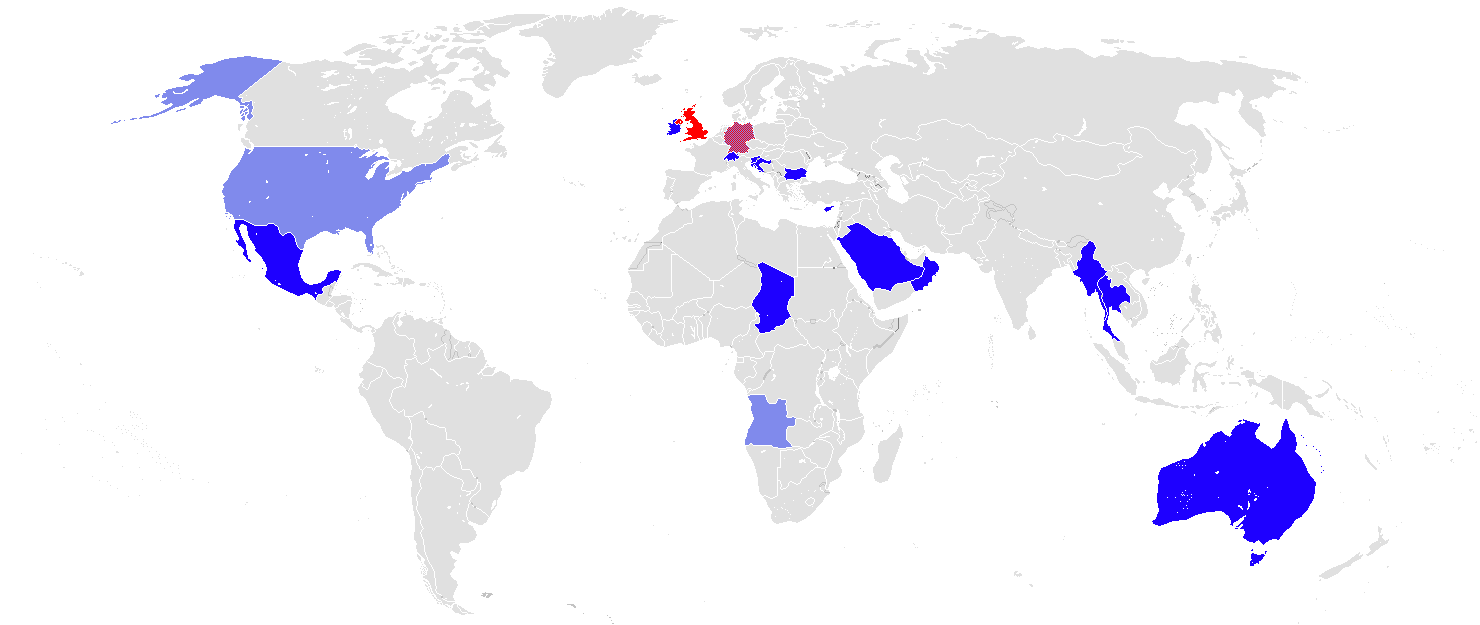
المشغلين الحاليين باللون الأزرق الداكن، والمشغلين السابقين بالأزرق الفاتح والمشغلين المدنيين باللون الأحمر.

- القوات الجوية السويسرية
- القوات الجوية الملكية الأسترالية
- القوات الجوية الملكية السعودية
- سلاح الجو الملكي التايلاندي